# CICTE
CICTE – Międzyamerykański Komitet przeciw Terroryzmowi (ang. Inter-American Committee Against Terrorism), powołany został w roku 1999 na wniosek Argentyny w ramach Organizacji Państw Amerykańskich. Głównym celem CICTE jest zapewnienie wymiany informacji między państwami amerykańskimi o zagrożeniach oraz stworzenie wspólnej bazy danych na temat terroryzmu. Koordynuje współpracę państw amerykańskich w walce z terroryzmem oraz zapobiega praniu brudnych pieniędzy i finansowaniu terroryzmu.